# میکولاس آلکنا
میکولاس آلکنا (انگلیسی: Mykolas Alekna؛ زادهٔ ۲۸ سپتامبر ۲۰۰۲) پرتاب‌گر دیسک اهل لیتوانی است.
وی در مسابقات کشوری و بین‌المللی در مجموع برندهٔ ۱ مدال نقره، ۱ مدال برنز شده است.